# Egzekucja Polaków z Wolnego Miasta Gdańska (1940)

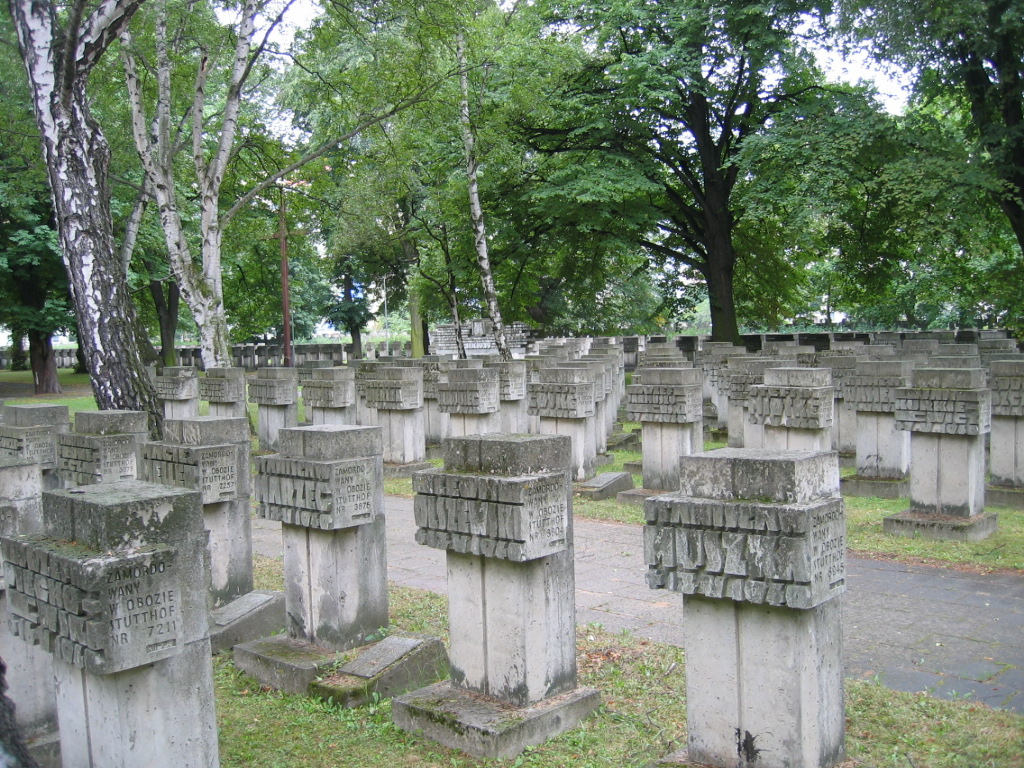
Cmentarz na Zaspie, gdzie po II wojnie światowej pochowano ofiary egzekucji

Egzekucja Polaków z Wolnego Miasta Gdańska – masowe zbrodnie dokonane przez Niemców 11 stycznia 1940 i 22 marca 1940 w Sztutowie, w lesie, około 2,5 km od terenu obozu niemieckiego KL Stutthof.

## Historia
Po niemieckiej inwazji na Polskę w 1939, w czasie II wojny światowej, hitlerowskie Niemcy rozpoczęły działania prowadzące do zniszczenia oznak polskości w Wolnym Mieście Gdańsku. Rozpoczęło się ludobójstwo zwane „Intelligenzaktion”. Skierowane było głównie przeciwko polskiej elicie.
Już od 1 września 1939 r. Niemcy rozpoczęli aresztowania i mordy polskich patriotów, działaczy polskich organizacji i stowarzyszeń. Eksterminacja objęła polską arystokrację, inteligencję, duchowieństwo, urzędników, żołnierzy, kolejarzy, pocztowców. Byli przewożeni do powstającego obozu koncentracyjnego w Sztutowie.

## Egzekucje
11 stycznia 1940 r. Niemcy dokonali pierwszej masowej egzekucji Polaków z Wolnego Miasta Gdańska, w lesie, w odległości ok. 2,5 km od obozu zagłady Stutthof. Zginęło wtedy 22 Polaków.
Wśród zamordowanych byli m.in. księża Franciszek Rogaczewski, rektor kościoła pw. Chrystusa Króla w Gdańsku oraz Bernard Wiecki, proboszcz parafii w Wocławach na Żuławach Gdańskich. Zamordowano także działaczy polskich organizacji na terenie Wolnego Miasta Gdańska m.in. Franciszka Kręckiego, prawnika i bankowca, Witolda Nełowskiego, kolejarza, sekretarza Polskiego Zrzeszenia Pracy.
22 marca 1940 r., w Wielki Piątek, Niemcy rozstrzelali 67 więźniów niemieckiego obozu koncentracyjnego Stutthof. Zamordowano najbardziej aktywnych działaczy polskich z Wolnego Miasta Gdańska. Wyprowadzono ich do lasu. Przygotowano wcześniej doły śmierci. Zostali zamordowani przez rozstrzelanie.
Zginęło tam wielu zasłużonych przedstawicieli polskich z Wolnego Miasta Gdańska m.in.: późniejsi błogosławieni kapłani ks. Marian Górecki i ks. Bronisław Komorowski, działacz Antoni Lendzion.
Egzekucją kierował SS-Obersturmführer Richard Reddig.
Po II wojnie światowej, w 1946 roku, udało się odnaleźć miejsce ludobójstwa, a zwłoki pomordowanych ekshumować i pochować na cmentarzu zasłużonych na Zaspie w Gdańsku-Wrzeszczu.

## Zamordowani
11 stycznia 1940 roku zamordowano 22 działaczy gdańskiej Polonii.
W egzekucji zostały przez Niemców zamordowane następujące osoby:

- Brunon Buczkowski, ur. 28.02.1892 r., asesor kolejowy;
- Franciszek Kręcki, ur. 16.04.1883 r., prawnik, bankowiec;
- Stanisław Langiewicz, ur. 20.10.1908 r., st. asesor kolejowy;
- Bonifacy Łangowski, ur. 5.05.1883 r., prawnik, notariusz;
- Antoni Maciejewski, ur. 18.01.1884 r., kolejarz, naczelnik parowozowni;
- Jan Masłoch, ur. 27.05.1884 r., st. asystent kolejowy;
- Witold Nełkowski, ur. 13.02.1902 r., kolejarz, sekretarz Polskiego Zrzeszenia Pracy;
- Kazimierz Ostrowski, ur. 10.02.1880 r., st. asesor kolejowy;
- ks. Franciszek Rogaczewski, ur. 23.12.1892 r., proboszcz parafii Chrystusa Króla, od 1999 r. błogosławiony Kościoła katolickiego;
- inż. Aleksander Rożankowski, ur. 1884 r., inżynier, radca Rady Portu i Dróg Wodnych;
- ks. Władysław Szymański, ur. 05.01.1901 r., duchowny katolicki;
- Czesław Tejkowski, ur. 17.11.1899 r., urzędnik bankowy w Banku Polsko-Brytyjskim;
- Bernard Tetzlaff, ur. 23.08.1883 r., kolejarz, konduktor PKP;
- ks. Bernard Wiecki, ur. 28.02.1884 r., duchowny katolicki;
- inż. Jan Zdeb, ur. 22.05.1887 r., komandor podporucznik, inżynier, pracownik polskich instytucji w Wolnym Mieście Gdańsku;
- Werner Zielke, ur. 07.07.1894 r., kolejarz;
- 6 osób dotąd niezidentyfikowanych

.
Druga egzekucja z dnia 22 marca 1940, lista ofiar:

- Binnebesel Alfons, ur. 22.04.1904 r., kolejarz;
- Block Alojzy, syn Leona ur. 22.08. 1916 r., praktykant kolejowy;
- Block Leon, ur. 11.04.1887, urzędnik kolejowy;
- Borzyszkowski Edmund, ur. 1904 r., nauczyciel;
- Ciepłuch Feliks, ur. 12.05. 1905 r., nauczyciel;
- Cymorek Rudolf, ur.11.11.1890 r., pracownik Rady Portu i Dróg Wodnych w Gdańsku;
- Czyżewski Mieczysław, ur. 22.01.1885 r., właściciel drukarni i wydawca;
- Dettlaff Edmund, ur. 7.09.1913 r., asystent kolejowy;
- Filarski Bernard, ur. 1.08.1880 r., dr medycyny, stomatolog PKP i Gimnazjum Polskiego w Gdańsku;
- Gauza Józef, ur. 1901 r., nauczyciel;
- Garyantysiewicz Alfons, ur. 14.07.1906 r., referendarz kolejowy;
- Gierszewski Feliks, ur. 1.04.1908 r., pocztylion Poczty Polskiej w Gdańsku;
- Goldmann Stefan, ur. 19.07.1897 r., kupiec, dyrektor Centrali Rolników w Gdańsku;
- Górecki Marian, ur. 21.05. 1903 r., ksiądz, opiekun kaplicy pw. Matki Bożej Częstochowskiej w Gdańsku Nowym Porcie, prefekt Gimnazjum Polskiego w Gdańsku, beatyfikowany 13.06.1999 r. w Warszawie;
- Grabowski Leon Zygmunt, ur. 26.03.1880 r., kontroler ruchu PKP;
- Gregorkiewicz Józef, ur. 3.03.1884 r., starszy asystent kolejowy;
- Grimsmann Zygmunt, ur. 2.05. 1910 r., asystent pocztowy;
- Jesikiewicz Jan, ur. 8.06.1916 r., nauczyciel;
- Jurkiewicz Antoni, ur. 20.11.1895 r., starszy asystent kolejowy;
- Klimkiewicz Teodor, ur. 16.04.1881 r., emerytowany inspektor Poczty Polskiej;
- Knitter Wincenty, ur. 28.01.1898 r., kolejarz;
- Komorowski Bronisław, ur. 28.01.1899 r., ksiądz, proboszcz kościoła p.w. Św. Stanisława BM w Gdańsku – Wrzeszczu, beatyfikowany 13.06. 1999 r. w Warszawie;
- Kosznik Paweł, ur. 3.06.1899 r.; inspektor kolejowy;
- Kramer Gustaw, ur. 6.06.1898 r., inżynier elektryk, kupiec;
- Kryn Jan, ur. 4.09.1909 r., asystent Poczty Polskiej w Gdańsku;
- Lange Bogdan, ur. 4.02. 1906 r., adiunkt kolejowy;
- Lendzion Antoni, ur. 10.07.1888 r., działacz związkowy Zjednoczenia Zawodowego Polskiego, poseł do Volkstagu WMG;
- Łysakowski Konrad, ur. 28.12.1893 r., handlowiec, pracownik firmy PAGED w Gdyni;
- Majkowski Jan, ur. 24.08.1893 r. , urzędnik bankowy;
- Mionskowski Augustyn, ur. 18.08.1894 r., pracownik PKP w Gdańsku;
- Młodzieniewski Franciszek, ur. 6.12.1894 r. pracownik Rady Portu i Dróg Wodnych w Gdańsku;
- Muzyk Feliks, ur. 6.03. 1898 r., prokurent banku polsko – brytyjskiego w Gdańsku;
- Nitka Edward, ur. 11.10.1892 r., asystent kolejowy;
- Nitka Brunon, ur. 19.06. 1897, restaurator;
- Ossowski Józef, ur. 20.12.1893 r. , starszy asystent kolejowy;
- Papka Alfons, ur. 1.12.1906 r., starszy asystent Poczty Polskiej w Gdańsku;
- Paszota Bolesław, ur. 31.08.1884 r., emerytowany naczelnik Poczty Polskiej w Gdańsku;
- Piasecki Bolesław, ur. 14.07. 1900 r., pracownik cywilny Wydziału Wojskowego Komisariatu Generalnego Rzeczypospolitej Polskiej w Gdańsku;
- Planeta Juliusz, ur. 4.06.1902 r., Starszy asystent Poczty Polskiej w Gdańsku;
- Pniewski Władysław, ur. 3.02.1893 r., dr filologii polskiej, profesor Gimnazjum Polskiego w Gdańsku;
- Reetz Stanisław, ur. 8.05.1897 r., starszy ekspedient Poczty Polskiej w Gdańsku;
- Sojecki Konrad, ur. 19.02.1890 r., starszy asystent PKP w Gdańsku;
- Suchecki Brunon, ur. 1902 r., nauczyciel w Złotowie;
- Szarski Gustaw, ur. 31.01.1899 r., inspektor celny;
- Szuca Michał, ur. 4.04.1886 r., dr praw, radca finansowy Rady Portu i Dróg Wodnych w Gdańsku;
- Thomas Henryk, ur. 20.09.1898 r., inżynier, pracownik Dyrekcji PKP w Gdańsku;
- Trzebiatowski Leon, ur. 6.04. 1890 r., kolejarz, pracownik PKP w Gdańsku;
- Wesołowski Augustyn, ur. 11.10.1882 r., kupiec, wiceprezes Gminy Polskiej w WMG;
- Wieczorkowski Henryk, ur. 22.06.1886 r., dziennikarz;
- Wika – Czarnowski Anastazy, ur. 30.05.1887 r., emerytowany dyrektor Poczty Polskiej w Gdańsku;
- Witkowski Szymon, ur. 15.09.1878 r., kolejarz;
- Woyda Piotr, ur. 28.09.1877 r., dr praw, wicewojewoda pomorski w l. 1920-1924;
- Ziółkowski Tadeusz, ur. 5.06.1888 r., komandor pilotów w Gdańsku, pracownik Rady Portu i Dróg Wodnych;
- 14 ofiar - nazwiska nieznane.

## Upamiętnienie
Po wojnie w miejscu egzekucji ustawiono krzyż i pomnik z napisem: „Miejsce egzekucji Działaczy Polonii Gdańskiej straconych w dniach 11 stycznia i 22 marca 1940 r.”.

## Galeria

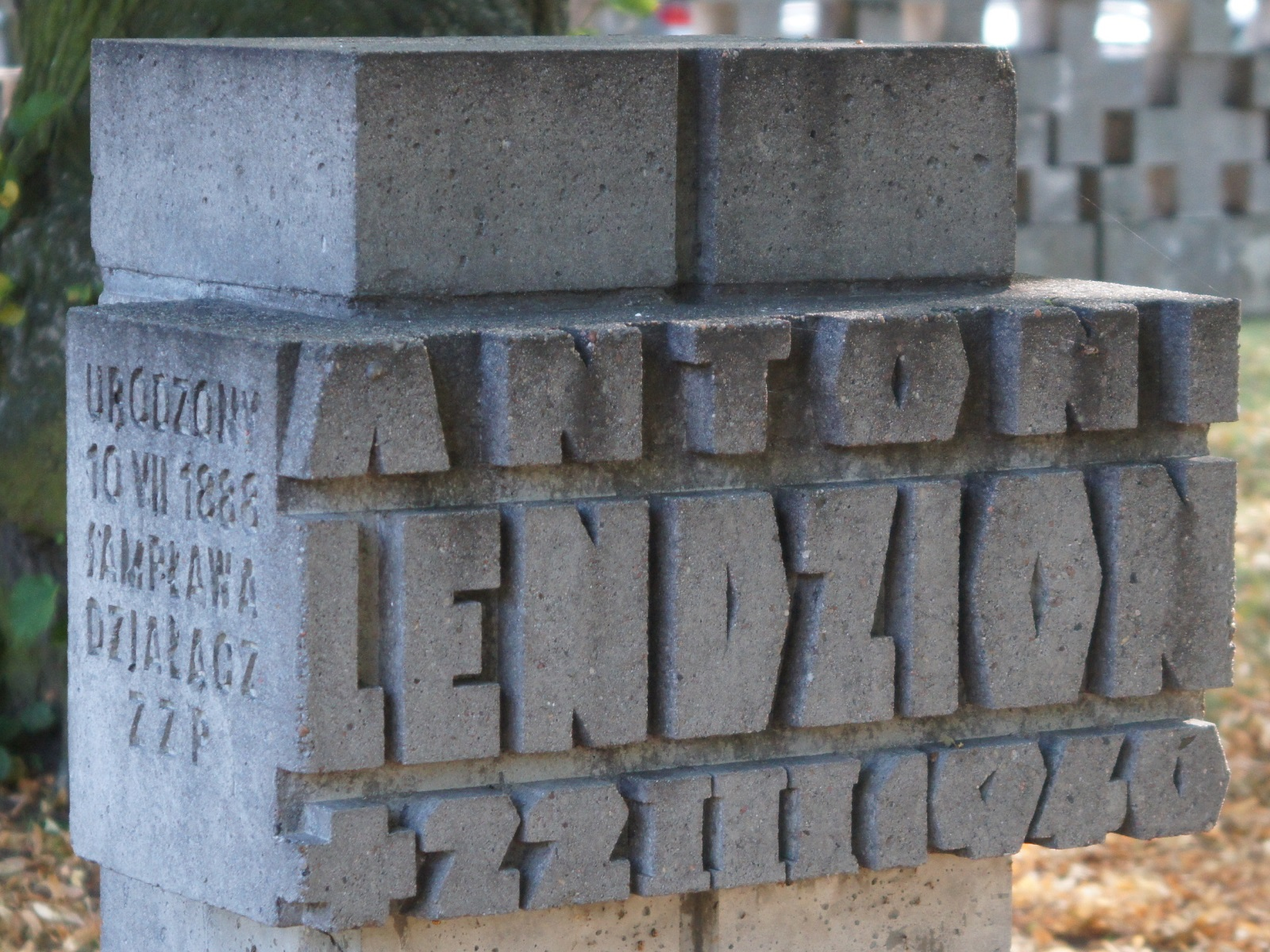
Grób Antoniego Lendziona ofiary egzekucji, Cmentarz na Zaspie
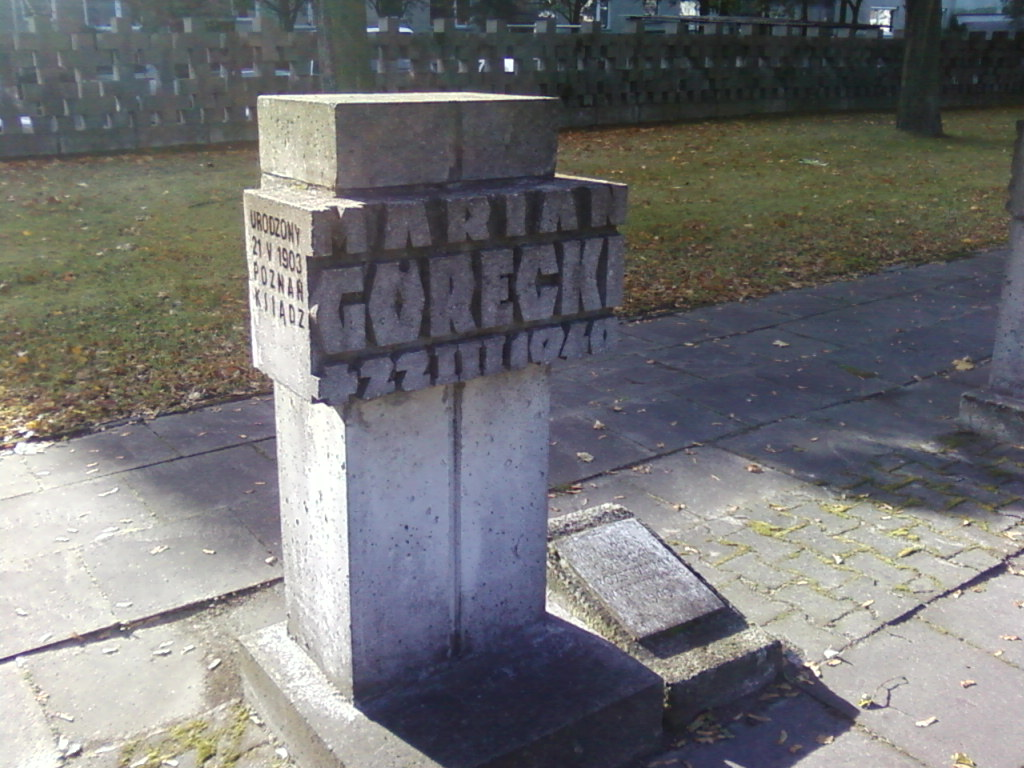
Grób ofiary egzekucji – ks. Mariana Góreckiego
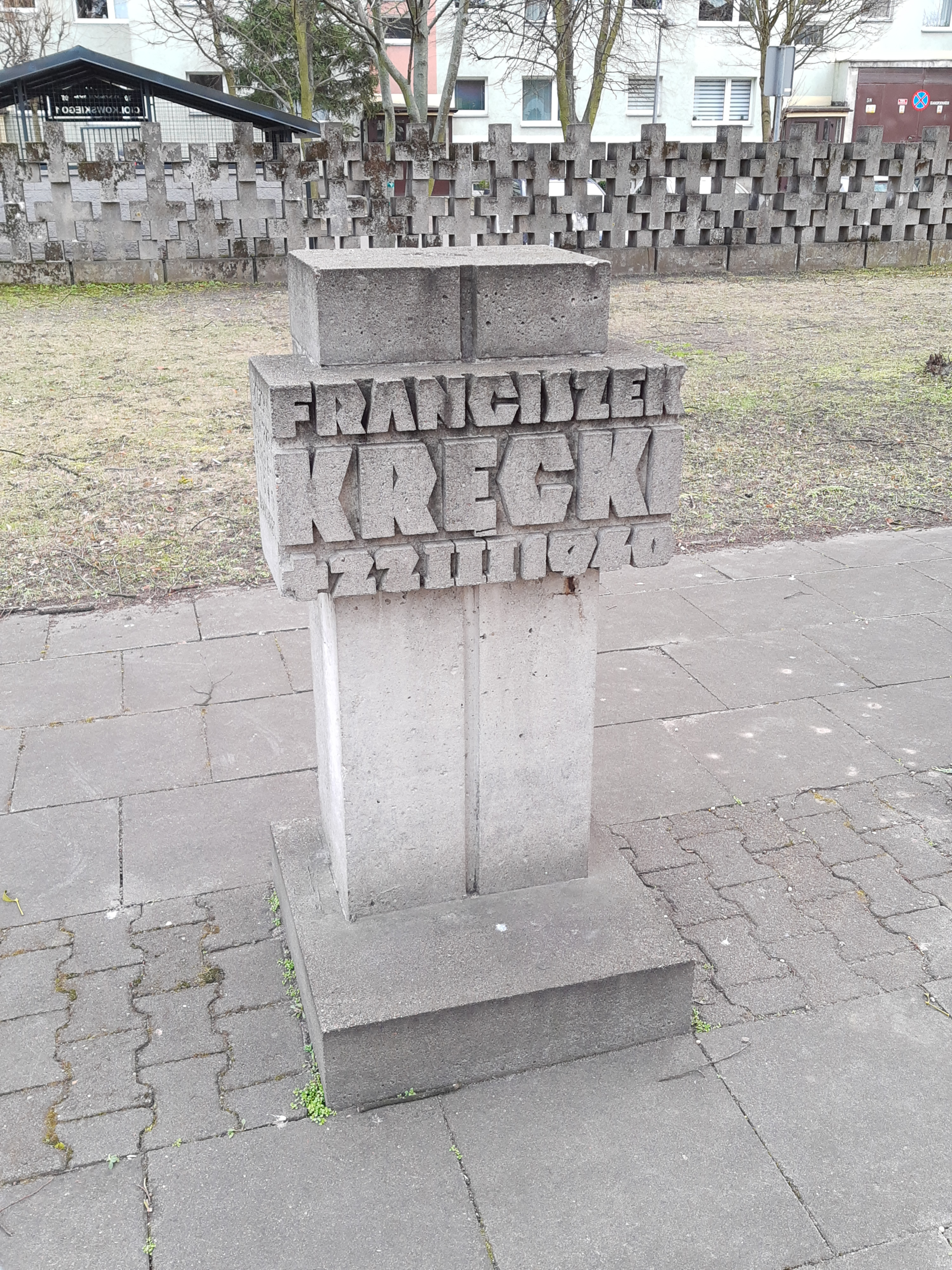
Grób Franciszka Kręckiego
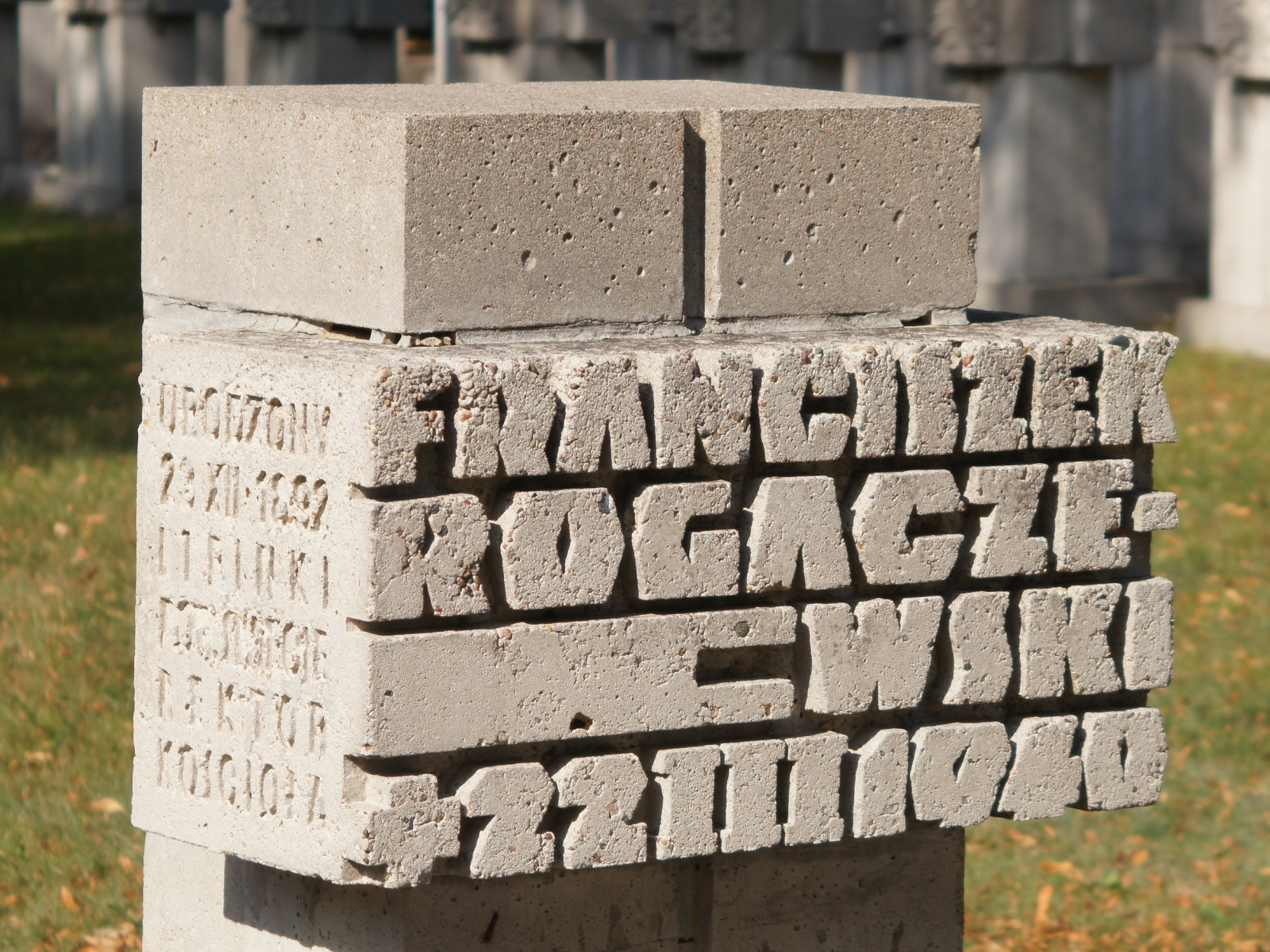
Grób ks. Franciszka Rogaczewskiego
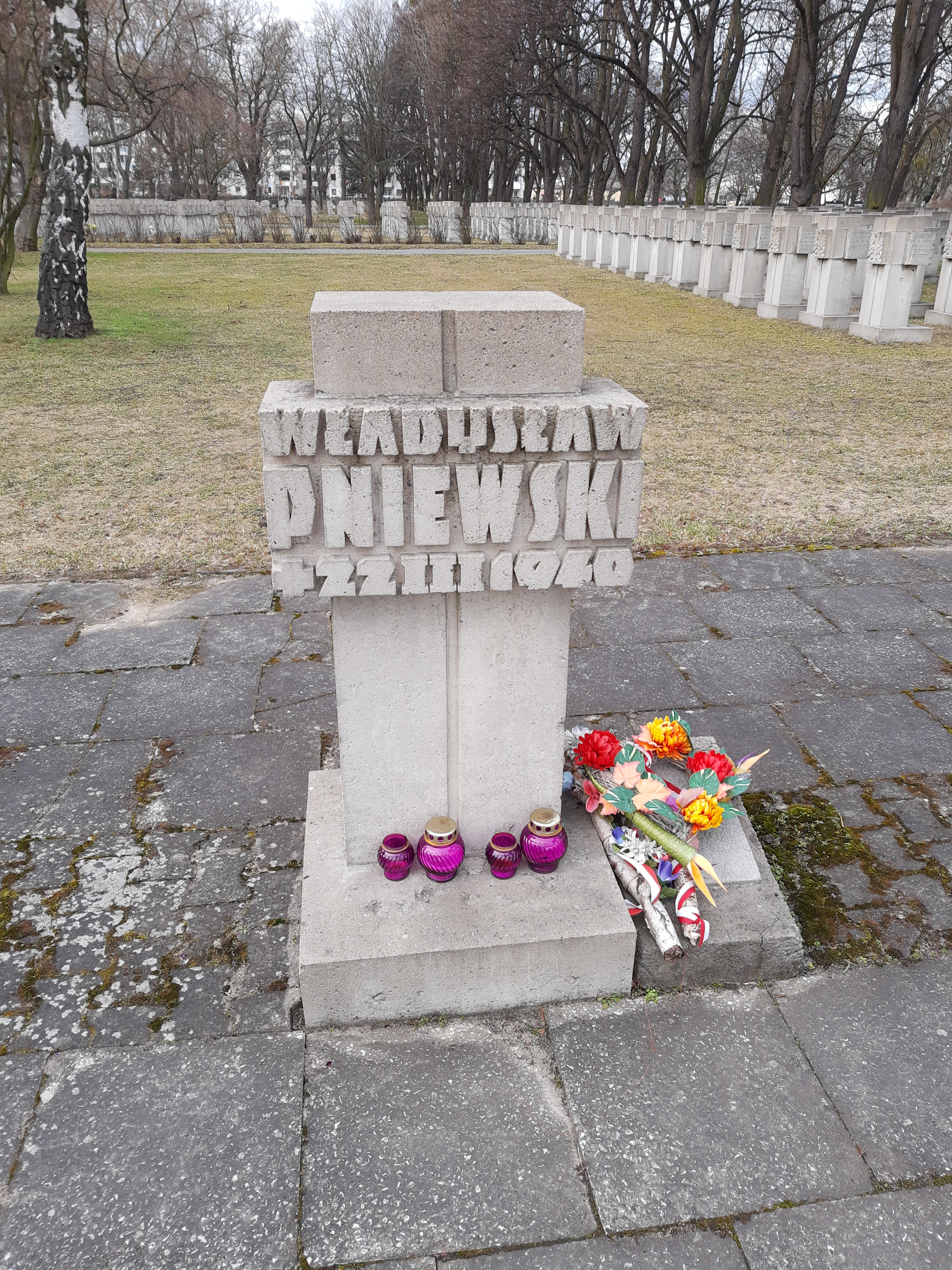
Grób Władysława Pniewskiego, nauczyciela